# 나카하라이 다이스케
나카하라이 다이스케(일본어: 中払 大介, 1977년 5월 27일 ~ )는 일본의 전 축구 선수이다.

## 구단 경력
과거 아비스파 후쿠오카, 교토 상가 FC에서 활동하였다.